# One More Light Live
One More Light Live – trzeci koncertowy album grupy Linkin Park, wydany 15 grudnia 2017.
Jest zbiorem utworów zarejestrowanych podczas letniej trasy koncertowej promującej nowy album zespołu, w której skład wchodzi większość utworów z One More Light oraz inne znane single zespołu m.in. "Burn It Down", "New Divide", "Leave Out All the Rest".
Album został wydany z myślą o uczczeniu zmarłego wokalisty zespołu Chestera Benningtona, który popełnił samobójstwo 20 lipca 2017 roku poprzez powieszenie się.
"Album dedykujemy naszemu bratu, Chesterowi, który włożył w te koncerty całe serce i duszę" – napisali Joe Hahn, Dave Farrell, Rob Bourdon, Mike Shinoda i Brad Delson.
"Występy, które zagraliśmy wczesnym latem, były niesamowite. Chester mówił, że to chyba najlepsza trasa w naszej historii. Nastrój braterstwa na scenie, odbijał się też na naszych wzajemnych relacjach, na relacjach z fanami. Każdej nocy, zanim wyszliśmy na scenę, obejmowaliśmy się, koncentrowaliśmy się i dzieli się uwagami, które właśnie wpadły nam do głowy. […] Chester nigdy nie zapominał, aby wyrazić swoją wdzięczność ekipie technicznej. Wszystkim tym, którzy podróżowali z nami i sprawiali, że mogliśmy realizować nasze marzenia. Bez nich spełnienie ich nie byłoby możliwe" – dodają muzycy Linkin Park.
W przeciwieństwie do innych albumów koncertowych zespołu ten nie zawiera DVD z nagraniami wideo z koncertów.
Warto zaznaczyć, że nagranie utworu "Nobody Can Save Me" zostało zarejestrowane w Krakowie. Ponadto, w ostatniej zwrotce utworu "Good Goodbye", pojawia się (podobnie jak na albumie studyjnym) raper Stormzy. Natomiast, w kompozycji "Heavy", nie pojawia się wokalista Kiiara, więc cały utwór śpiewają Chester i Mike (w chórkach). W "Invisible", to Mike jest wiodącym wokalistą, a Chester, DJ Joe Hahn oraz basista Phoenix śpiewają w chórkach. Na płycie pojawiają się też trzy utwory akustyczne (bez udziału perkusisty, lub nawet większości zespołu) – One More Light (Mike, Chester, Brad, Dave i Joe), Crawling (Mike i Chester) oraz Sharp Edges (Brad i Chester). Jest to kolejny, najbardziej wszechstronny muzycznie, album zespołu, gdzie można znaleźć jego największe hity z poprzednich lat (z czego trzy – w nowym wykonaniu; "Crawling" – w wersji akustycznej, "What I’ve Done" – z rozbudowanym intro oraz "In the End" – gdzie pod jego koniec można usłyszeć Mike’a grającego na gitarze), jak i piosenki z nowej płyty One More Light (z czego – w aż trzech Chester gra na gitarze – Battle Symphony, Nobody Can Save Me oraz Sharp Edges – w tym ostatnim Brad Delson gra na gitarze akustycznej; w utworze Good Goodbye: Mike rapuje i gra na gitarze z Bradem (Shinoda gra dopiero pod koniec jego wykonywania), basista i Joe wykorzystują do gry swoje samplery, Chester śpiewa refreny oraz powtarza niektóre frazy rapowane przez Mike’a, a ostatnią zwrotkę rapuje jedyny gość na płycie Stormzy: oprócz tego, w pozostałych kompozycjach granych z albumu One More Light, zespół wykonuje daną piosenkę tak jak w oryginale, np. Invisible czy Talking to Myself).

## Lista utworów
1. Talking to Myself – 5:17
2. Burn It Down – 4:14
3. Battle Symphony – 3:45
4. New Divide – 4:31
5. Invisible – 4:30
6. Nobody Can Save Me – 4:00
7. One More Light – 4:19
8. Crawling – 3:29
9. Leave Out All the Rest – 4:51
10. Good Goodbye (feat. Stormzy) – 4:09
11. What I’ve Done – 4:33
12. In the End – 3:48
13. Sharp Edges – 4:48
14. Numb – 3:51 (zawiera elementy z utworu Numb/Encore)
15. Heavy – 2:56
16. Bleed It Out – 4:57

## Twórcy

### Linkin Park
- Chester Bennington – wokale główne, gitara (utwory: 3, 6 i 13), chórki (utwór: 5)
- Mike Shinoda – syntezator (utwory: 1-4, 6-9, 11, 14 i 15), wokale główne (utwory: 5, 10 i 14), gitara rytmiczna (utwory: 10, 11, 16 i końcówka utworu 12), chórki (utwory: 1-4, 6, 7, 9, 11, 14 i 15), rap (utwory: 2, 10, 12, 14 i 16); miksowanie
- Brad Delson – gitara prowadząca (utwory: 1-7, 9-12 i 14-16); syntezator (utwór: 2), gitara akustyczna (utwór: 13)
- Dave Farrell – gitara basowa (utwory: 1-7, 11, 12, 14-16), sampler (utwór: 10), chórki (utwory: 1-3, 5-6 i 10), gitara rytmiczna (utwór: 9)
- Joe Hahn – turntablizm, sampler (utwory: 1-7, 10-12 i 14-16); miksowanie, chórki (utwory: 1, 3, 5, 6 i 10)
- Rob Bourdon – perkusja (utwory: 1-6, 9-12 i 14-16)

### Pozostali muzycy
- Stormzy – rap (utwór: 10)